# Dibriwne (obwód charkowski)
Dibriwne (ukr. Дібрівне) – wieś na Ukrainie, w obwodzie charkowskim, w rejonie iziumskim. W 2001 liczyła 52 mieszkańców.